# Acalypha didimantha
Acalypha didimantha é uma espécie de flor do gênero Acalypha, pertencente à família Euphorbiaceae.